# 한일 분쟁

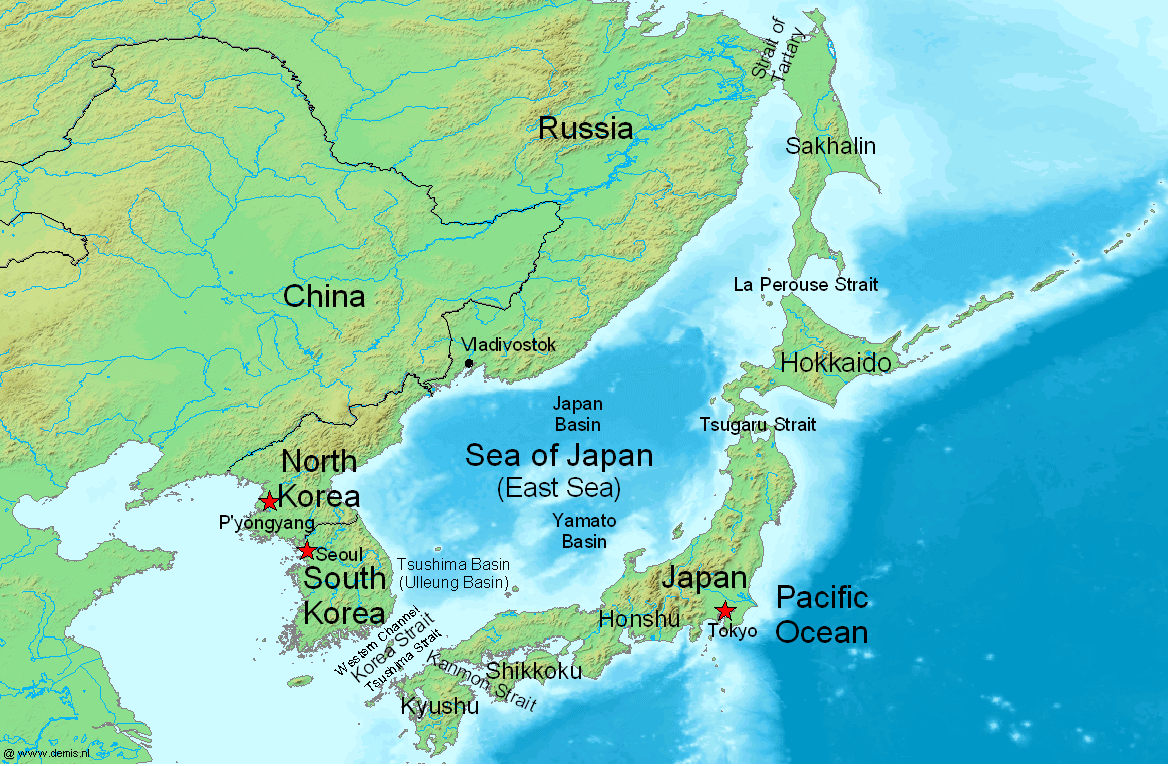
한반도와 일본은 동해를 경계로 나뉜다.

한일 분쟁은 주로 대한민국 및 조선민주주의인민공화국과 일본 사이의 각종 분쟁을 가리킨다. 큰 발단은 약 35년 간 지속된 일제강점기에 대한 한국 내의 민족주의적 반감이었으며, 현대에 와서는 역사 청산이나 영토에 관한 분쟁이 지속되고 있다.
다양한 고려계와 일본계 국가 간에는 여러 차례 심각한 분쟁이 있어 왔다. 두 지역은 인접한 이웃 국가로서 오랜 역사를 가지고 있으며, 갈등으로 점철된 관계이다. 가장 중요한 문제 중 하나는 1910년 한일병합조약으로 시작되어 제2차 세계 대전 종전 후 일본의 항복으로 끝난 일본의 한국 식민지 지배이다.
한국은 1948년에 건국되었지만, 대한민국–일본 관계는 1965년 한일기본조약 체결로 공식 시작되었다. 오늘날 일본과 한국은 주요 교역 상대국이며, 많은 학생, 관광객, 연예인, 사업가들이 양국을 오가고 있다. 양국 간의 강력한 경제 협력에도 불구하고, 양국 간에는 영토 및 역사 문제가 여전히 존재한다.
일본-조선민주주의인민공화국 관계는 아직 정상화되지 않았으며, 양국 간에는 역사, 지정학적, 핵 문제가 여전히 남아 있다.

## 같이 보기
- 한일 관계
- 2018년 한일 해상 군사 분쟁
- 86세대
- 한국의 반일 감정
- 한신 교육투쟁
- 하시마섬
- 일본-조선민주주의인민공화국 관계
- 대한민국–일본 관계
- 국수주의 (일본)
- 일제강점기
- 한국 국민주의
- 일본의 민족 문제
- 대한민국 내 인종차별
- 창씨개명
- 일본의 우익단체
- 반크
- 재일 특권을 용납하지 않는 시민 모임

## 문헌
- Cha, Victor D. (1999). 《Alignment despite Antagonism: the US-Korea-Japan Security Triangle》. Stanford: Stanford University Press. ISBN 0-8047-3191-8.
- Deacon, Chris (2021). (Re)producing the 'history problem': memory, identity and the Japan-South Korea trade dispute (The Pacific Review).
- Dudden, Alexis (2008). 《Troubled Apologies Among Japan, Korea, and the United States》. New York: Columbia University Press. ISBN 978-0-231-14176-5.
- Lee, Chong-Sik (1963). 《The Politics of Korean Nationalism》. Berkeley: University of California Press.
- ——— (1985). 《Japan and Korea: The Political Dimension》. Stanford: Stanford University Press. ISBN 0-8179-8181-0.
- Lind, Jennifer (2008). 《Sorry States: Apologies in International Politics》. Ithaca: Cornell University Press. ISBN 978-0-8014-4625-2.
- Myers, Ramon Hawley;  외. (1984). 《The Japanese Colonial Empire, 1895–1945》. Princeton: Princeton University Press. ISBN 0-691-05398-7.
- Morley, James (1965). 《Japan and Korea》. New York: Walker.